# Capel St. Mary
Capel St. Mary ist ein Dorf und eine Verwaltungseinheit im District Babergh in der Grafschaft Suffolk, England. Capel St. Mary ist 9,9 km von Ipswich entfernt. Im Jahr 2022 hatte es eine Bevölkerung von 3108.